# Domingos
Domingos, właśc. Domingos José Paciência Oliveira ([duˈmĩɣuʃ ʒuˈzɛ paˈsjẽsjɐ oliˈvɐiɾɐ]; ur. 2 stycznia 1969 w Leça da Palmeira) – portugalski trener piłkarski i piłkarz grający na pozycji napastnika.

## Kariera klubowa
Karierę piłkarską Domingos rozpoczął w amatorskim klubie Atlético de Leça. W wieku 13 lat podjął treningi w szkółce piłkarskiej FC Porto. W drużynach juniorskich wykazywał się wysoką skutecznością, toteż w 1987 roku trener Tomislav Ivić awansował go do kadry pierwszego zespołu i wtedy też młody José zadebiutował w rozgrywkach portugalskiej pierwszej ligi. Już w swoim pierwszym sezonie w karierze wywalczył z Porto mistrzostwo Portugalii, a jego dorobek wyniósł 8 meczów i jeden gol. Zdobył także Puchar Portugalii. W kolejnym sezonie był już podstawowym zawodnikiem drużyny i wygrał rywalizację o miejsce w składzie z Fernando Gomesem. W 1989 roku jako rezerwowy został wicemistrzem kraju, ale już w sezonie 1990/1991 ponownie występował w podstawowej jedenastce „Smoków” i stworzył linię ataku z Bułgarem Emilem Kostadinowem. W całym sezonie strzelił 24 gole i został wicekrólem strzelców ligi po Rui Águasie, który zaliczył jedno trafienie więcej. Za rok 1990 Domingos został uhonorowany nagrodą Piłkarza Roku w Portugalii i „Złotą Piłką” w tym kraju. W 1991 roku zdobył swój kolejny krajowy puchar, a w latach 1992 i 1993 dwukrotnie z rzędu zostawał mistrzem kraju. W 1994 roku dotarł z Porto do półfinału Ligi Mistrzów i zdobył też portugalski puchar. Lata 1995–1997 przyniosły następne sukcesy – trzy kolejne tytuły mistrzowskie. W sezonie 1995/1996 Domingos strzelił 25 goli i został królem strzelców ligi.
Latem 1997 roku Domingos został sprzedany do hiszpańskiego CD Tenerife po tym, jak do Porto przybył Brazylijczyk Mário Jardel. W Primera División zadebiutował 31 sierpnia w zremisowanym 0:0 domowym spotkaniu z Deportivo La Coruña. Natomiast pierwszego gola na hiszpańskich boiskach zdobył dopiero w 19. kolejce ligowej w meczu z Valencią (2:1). Łącznie w całym sezonie zaliczył 5 trafień, a w sezonie 1998/1999 usiadł na ławce rezerwowych i przegrał rywalizację o miejsce w składzie z Holendrem Royem Makaayem oraz Hiszpanem Juanele. Zdobył tylko jedną bramkę i po sezonie odszedł z Tenerife.
Latem 1999 Domingos wrócił do Porto i w ataku występował z Jardelem. W 2000 i 2001 roku zdobywał krajowy puchar oraz dwukrotnie z rzędu zostawał wicemistrzem kraju. W sezonie 2000/2001 rozegrał zaledwie 10 spotkań i późną wiosną zdecydował się zakończyć piłkarską karierę.
| Sezon   | Klub        | Kraj       | Rozgrywki        | Mecze | Bramki |
| ------- | ----------- | ---------- | ---------------- | ----- | ------ |
| 1987/88 | FC Porto    | Portugalia | Superliga        | 8     | 1      |
| 1988/89 | FC Porto    | Portugalia | Superliga        | 26    | 5      |
| 1989/90 | FC Porto    | Portugalia | Superliga        | 13    | 1      |
| 1990/91 | FC Porto    | Portugalia | Superliga        | 34    | 24     |
| 1991/92 | FC Porto    | Portugalia | Superliga        | 24    | 5      |
| 1992/93 | FC Porto    | Portugalia | Superliga        | 30    | 9      |
| 1993/94 | FC Porto    | Portugalia | Superliga        | 20    | 6      |
| 1994/95 | FC Porto    | Portugalia | Superliga        | 32    | 19     |
| 1995/96 | FC Porto    | Portugalia | Superliga        | 29    | 25     |
| 1996/97 | FC Porto    | Portugalia | Superliga        | 16    | 2      |
| 1997/98 | CD Tenerife | Hiszpania  | Primera División | 31    | 5      |
| 1998/99 | CD Tenerife | Hiszpania  | Primera División | 19    | 1      |
| 1999/00 | FC Porto    | Portugalia | Superliga        | 21    | 6      |
| 2000/01 | FC Porto    | Portugalia | Superliga        | 10    | 3      |

## Kariera reprezentacyjna
W reprezentacji Portugalii Domingos zadebiutował 29 marca 1989 roku w wygranym 6:0 towarzyskim spotkaniu z Angolą. Pierwszego gola w kadrze narodowej zdobył 19 grudnia 1990 w sparingu ze Stanami Zjednoczonymi (1:0). W 1996 roku został powołany przez selekcjonera António Oliveirę do kadry na Mistrzostwa Europy 1996. Tam jako rezerwowy wystąpił w trzech spotkaniach: z Danią (1:1), z Chorwacją (3:0 i gol w 82. minucie meczu) oraz w ćwierćfinale z Czechami (0:1). Ostatni mecz w kadrze narodowej rozegrał w 1998 roku, a łącznie wystąpił w niej 34 razy i strzelił 9 goli.

## Kariera trenerska
Po zakończeniu kariery Domingos szkolił młodzież w FC Porto, a w 2005 roku został szkoleniowcem rezerw zespołu z Estádio das Antas. Po ukończeniu trzech kursów trenerskich odszedł do União Leiria i w 2006 roku został szkoleniowcem tego klubu. Otworzył też szkółkę piłkarską w Matosinhos, którą prowadzi wraz z Rui Barrosem. W 2007 roku został trenerem Académiki Coimbra zastępując na tym stanowisku Manuela Machado. W Académice Coimbra był trenerem do końca maja 2009 roku. W czerwcu 2009 został szkoleniowcem czołowego klubu portugalskiego SC Braga. 18 maja 2011 roku został zwolniony z funkcji trenrea Bragi. 1 lipca 2011 obejmie funkcje trenera Sportingu. Z klubu z Lizbony został zwolniony 13 lutego 2012 po przegranym wyjazdowym spotkaniu z CS Marítimo. 30 grudnia 2012 został zaprezentowany jako nowy szkoleniowiec Deportivo La Coruña.

## Życie prywatne
Jest ojcem Gonçalo Paciêncii, również piłkarza i reprezentanta kraju.